# Distance euclidienne

Utilisation du théorème de Pythagore pour calculer la distance euclidienne bidimensionnelle

En mathématiques, la distance euclidienne entre deux points de l'espace euclidien est la longueur du segment qui sépare ces points. Elle est parfois appelée la distance de Pythagore car elle peut être calculée par le théorème de Pythagore à partir des coordonnées cartésiennes de ces points.
La distance entre deux objets qui ne sont pas des points est généralement définie comme étant la plus petite distance parmi les paires de points des deux objets. Des formules sont connues pour calculer les distances entre différents types d'objets, comme la distance d'un point à une ligne . En mathématiques avancées, le concept de distance a été généralisé aux espaces métriques abstraits, et d'autres distances qu'euclidiennes ont été étudiées. Dans certaines applications en statistiques et en optimisation, le carré de la distance euclidienne est utilisé à la place de la distance elle-même.

## Formules de distance

### Une dimension
La distance entre deux points quelconques sur la ligne des nombres réel est la valeur absolue de la différence numérique de leurs coordonnées. Ainsi si {\displaystyle p} et {\displaystyle q} sont deux points sur la droite, alors la distance qui les sépare est donnée par :
{\displaystyle d(p,q)=|p-q|.}
En utilisant la formule généralisable aux dimensions supérieures, on obtient la même valeur :
{\displaystyle d(p,q)={\sqrt {(p-q)^{2}}}.}

### Deux dimensions
Dans le plan euclidien, soit le point {\displaystyle p} ayant pour coordonnées cartésiennes {\displaystyle (p_{1},p_{2})} et le point {\displaystyle q} ayant pour coordonnées {\displaystyle (q_{1},q_{2})} . Alors la distance entre {\displaystyle p} et {\displaystyle q} est donné par :
{\displaystyle d(p,q)={\sqrt {(p_{1}-q_{1})^{2}+(p_{2}-q_{2})^{2}}}.}
Il est également possible de calculer la distance pour des points donnés par leurs coordonnées polaires . Si les coordonnées polaires de {\displaystyle p} sont {\displaystyle (r,\theta )} et les coordonnées polaires de {\displaystyle q} sont {\displaystyle (s,\psi )}, alors leur distance est donnée par la loi des cosinus :
{\displaystyle d(p,q)={\sqrt {r^{2}+s^{2}-2rs\cos(\theta -\psi )}}.}
Quand {\displaystyle p} et {\displaystyle q} sont exprimés sous forme de nombres complexes dans le plan complexe, la même formule pour les points unidimensionnels exprimés sous forme de nombres réels peut être utilisée, bien qu'ici le signe de la valeur absolue indique la norme complexe :
{\displaystyle d(p,q)=|p-q|.}

### Dimensions supérieures

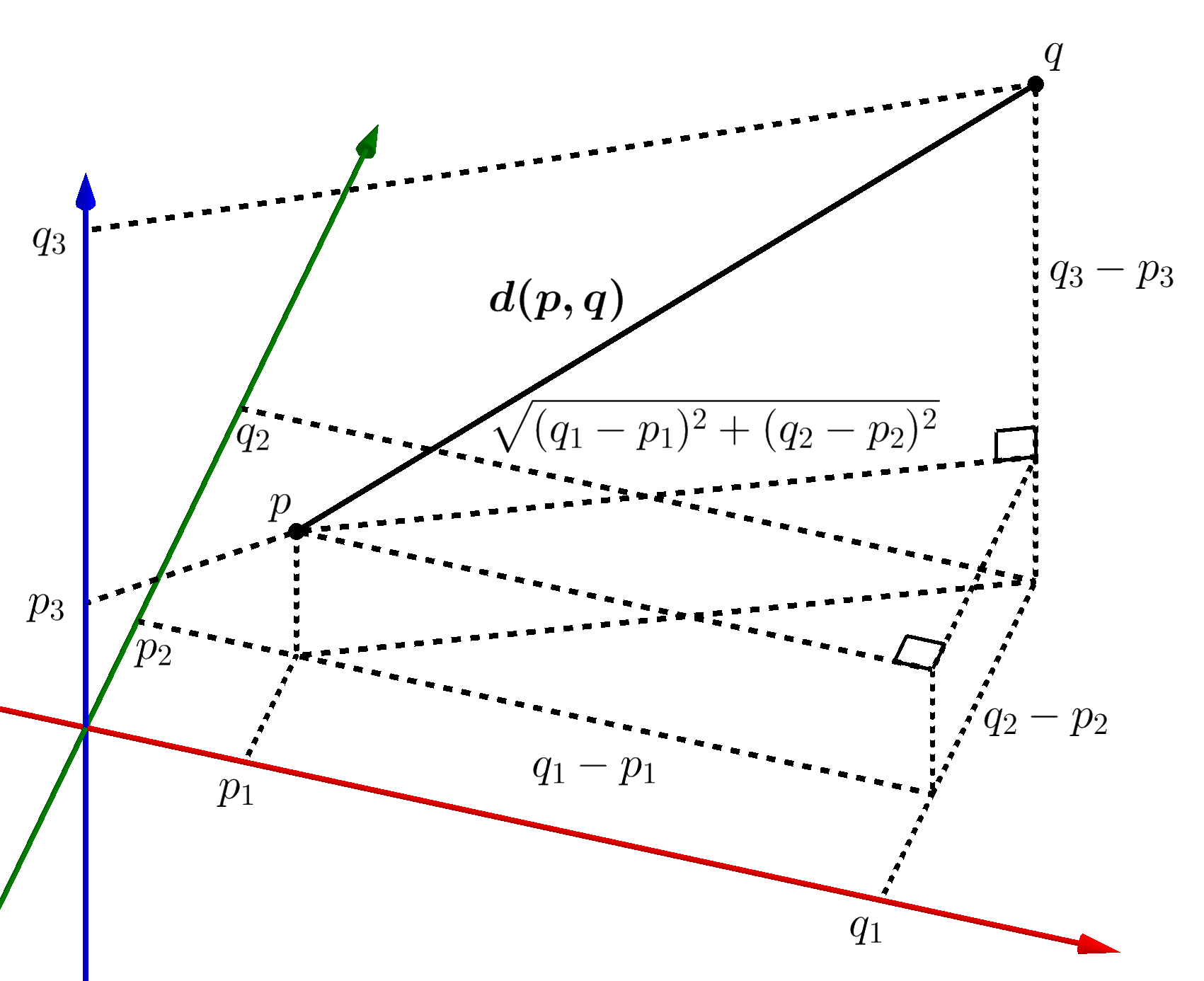
Dérivation de la formule de distance euclidienne en -dimension en appliquant à plusieurs reprises le théorème de Pythagore

En trois dimensions, pour les points donnés par leurs coordonnées cartésiennes, la distance est
{\displaystyle d(p,q)={\sqrt {(p_{1}-q_{1})^{2}+(p_{2}-q_{2})^{2}+(p_{3}-q_{3})^{2}}}.}
En général, pour les points donnés par des coordonnées cartésiennes dans {\displaystyle n} -espace euclidien dimensionnel, la distance est :
{\displaystyle d(p,q)={\sqrt {(p_{1}-q_{1})^{2}+(p_{2}-q_{2})^{2}+\cdots +(p_{n}-q_{n})^{2}}}.}
La distance euclidienne peut également être exprimée de manière plus compacte en termes de norme euclidienne de la différence vectorielle euclidienne :
{\displaystyle d(p,q)=\|p-q\|.}

### Objets autres que des points
Pour les paires d'objets qui ne sont pas les deux points, la distance peut être définie le plus simplement comme la plus petite distance entre deux points quelconques des deux objets, bien que des généralisations plus compliquées des points aux ensembles telles que la distance de Hausdorff soient également couramment utilisées. Les formules pour calculer les distances entre différents types d'objets comprennent :
- La distance d'un point à une ligne, dans le plan euclidien[6]
- La distance d'un point à un plan dans l'espace euclidien tridimensionnel[6]
- La distance entre deux lignes dans l'espace euclidien tridimensionnel[7]

La distance d'un point à une courbe peut être utilisée pour définir sa courbe parallèle, une autre courbe dont tous les points ont la même distance par rapport à la courbe donnée.

## Histoire
Les noms « distance euclidienne » et « distance de Pythagore » proviennent des mathématiciens grecs anciens Euclide et Pythagore. Dans la géométrie déductive grecque illustrée par les Éléments d'Euclide, les distances n'étaient pas représentées par des nombres mais par des segments de ligne de même longueur, considérés comme « égaux ». La notion de distance est inhérente à l'outil boussole utilisé pour tracer un cercle, dont les points ont tous la même distance d'un point central commun. Le lien entre le théorème de Pythagore et le calcul de distance n’a été fait qu’au XVIIIe siècle ; dans son traité intitulé Recherches sur les courbes à double courbure de 1731, Alexis Clairaut utilise la formule {\displaystyle MD={\sqrt {{\overline {x\mp a}}^{2}+{\overline {y\mp b}}^{2}}}} pour un calcul de rayon.